# 연무중앙초등학교
연무중앙초등학교는 대한민국 충청남도 논산시에 있는 공립 초등학교이다.

## 학교 연혁
- 1965.09.07 연무중앙초등학교 개교
- 1981.02.26 병설유치원 설립 인가
- 1994.12.26 체육관 준공
- 1995.12.16 급식실 준공
- 1996.03.01 연무중앙초등학교로 개칭
- 1997.03.01 시묘초등학교 통합
- 1999.03.01 황북초등학교 통합
- 2001.11.20 과학실 신축 및 교실 4실 증축
- 2005.05.31 제34회 전국소년체육대회 여자축구 2위
- 2008.01.31 BTL 교사 개축(정규11실, 특별 3실)
- 2011.05.31 제40회 전국소년체전 여자 축구 3위
- 2011.12.20 인조잔디 운동장 및 우레탄 트랙 준공
- 2013.05.28 제43회 전국소년체전 여자축구 3위
- 2015.12.10 체육관(까치둥지) 마루바닥 및 벽면 개보수
- 2016.03.01 초등 22학급(특수1 포함), 유치원 1학급 편성

## 참고 자료
- 연무중앙초등학교 - 한국교육학술정보원 학교알리미